# Orson Pratt
Orson Pratt (Hartford, Nueva York, 19 de septiembre de 1811 - Salt Lake City, Utah, 3 de octubre de 1881) fue un matemático, historiador y religioso estadounidense, y uno de los líderes originales en el Movimiento de los Santos de los Últimos Días, contemporáneo de Joseph Smith y miembro original del Cuórum de los Doce Apóstoles de la iglesia de Jesucristo de los Santos de los últimos dias.

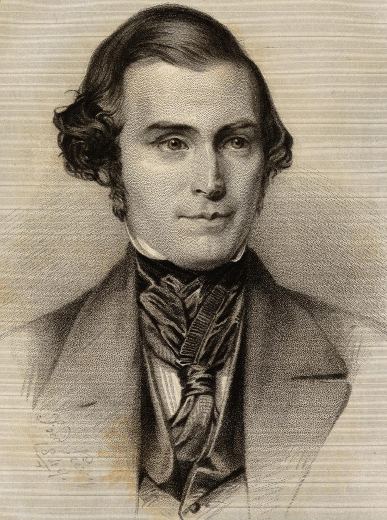
Orson Pratt hacia 1851.

## Religión
Orson Pratt era el hermano menor de Parley P. Pratt, quien le enseñó sobre La Iglesia de Jesucristo de los Santos de los Últimos Días, recientemente fundada, bautizándolo el día de su cumpleaños número 19, el 19 de septiembre de 1830, menos de seis meses después de la organización de la iglesia. En abril del año siguiente, el 26 de abril de 1831, fue ordenado élder, uno de los oficios del sacerdocio SUD, por el mismo Joseph Smith. De inmediato fue llamado a servir la primera de varias misiones cortas, en la que el joven Orson predicó en Nueva York, Ohio, Misuri y otros estados del este estadounidense. El 2 de febrero de 1832, fue ordenado sumo sacerdote por Sidney Rigdon, otro de los oficios del sacerdocio. En ese nuevo orden, Pratt continuó sirviendo misiones, predicando en Pensilvania, Nueva York, Nueva Jersey, Vermont, Nuevo Hampshire, Connecticut, y Massachusetts.

### Apóstol
Orson Pratt fue uno de los miembros del primer Cuórum de los Doce Apóstoles organizado por la iglesia SUD, bajo la presidencia de Joseph Smith. Fue ordenado al oficio de apóstol el 26 de abril de 1835 sirviendo en esa capacidad en las islas británicas desde 1839 - 1841. Durante esos años contribuyó a la predicación en Escocia y en la producción de uno de los primeros folletos proselitistas, llamado Un Interesante Registro de Varias Asombrosas Visiones (del inglés, A Interesting Account of Several Remarkable Visions). Este folleto contiene la más antigua impresión pública de la Primera Visión de Joseph Smith y contiene también material similar a la publicada en 1842 para los Artículos de Fe.

### Misión Británica
Orson Pratt presidió a los misioneros sirviendo en las islas británicas a mediados del siglo XIX, justo para la época de la migración de pioneros mormones al Territorio de Utah. Para finales de 1850, había más miembros de la iglesia SUD en las islas británicas que en los Estados Unidos. La influencia de Pratt colaboró en las labores misionales en Europa, más allá de Inglaterra. Durante su estadía como presidente de la misión Británica, Pratt recibió un folleto de Lorenzo Snow, uno de los doce apóstoles de la iglesia, titulado La voz de Joseph (The voice of Joseph), para ser traducido en francés. Pratt hizo contactos en París para hacer la traducción y avanzar el proselitismo al norte de Italia.
En 1865 Pratt fue uno de los primeros misioneros SUD en servir en Austria, lugar donde estuvo por nueve meses junto a William W. Ritter. No lograron bautizar conversos en Austria, antes que fuesen expulsados por el gobierno austríaco.

## Migración de pioneros
Pratt apoyó a los doce apóstoles y luego a Brigham Young durante los años de sesición después del martirio de Joseph Smith. Pratt fue miembro de la compañía de vanguardia dirigida por Brigham Young que cruzó las planicies del centro de los Estados Unidos en dirección al Oeste estadounidense con la finalidad de conseguir un punto de colonización mormona. Los diarios que guardó durante el viaje son un recurso histórico para el estudio de la época y los aspectos antropológicos de la migración. A medida que el grupo de vanguardia avanzaba de Misuri hasta Utah, Pratt fungió como el observador científico de la compañía. Hizo mediciones y lecturas regulares con instrumentos especializados, tomó notas de formaciones geográficas y recursos minerales y registró información sobre plantas y animales. 
Como matemático ayudó al escriba de la compañía, William Clayton, a diseñar una versión del odómetro moderno. El propósito del mecanismo era computar la distancia viajada cada día al contar las revoluciones de una rueda de los carromatos. El aparato, construido por el carpintero Appleton Milo Harmon, recibió el nombre de «caminómetro» (del inglés, Roadometer) y fue puesta en uso la mañana del 12 de mayo de 1847.
Pratt fue el primero en entrar al valle de Lago Salado, junto con Erastus Snow, el 21 de julio de 1847, tres días adelantados del resto de la compañía. Pocos días después dio el primer sermón en Salt Lake City, incluyendo una oración formal de dedicación del valle al Señor.

## Escriba e historiador
Mientras estaban en Illinois, Pratt era uno de los instructores de la Universidad de Nauvoo. En Utah, sus cualidades analíticas y de escritor hicieron que Brigham Young le asignara a producir sermones y folletos relacionados con tópicos SUD. Escribió dieciséis folletos apologéticos en defensa de las doctrinas SUD, basados fundamentalmente en las obras de Joseph Smith y de su hermano Parley P. Pratt. Algunos de estos folletos son Autoridad divina, o la pregunta de que si Joseph Smith fue enviado por Dios (Divine Authority, or the Question, Was Joseph Smith Sent of God?, 1848), y Autenticidad divina del Libro de Mormón (Divine Authenticity of the Book of Mormon, 1850-1851).
Aunque estos materiales eran usados principalmente en el campo misional, Pratt se erigió como el portavoz de la iglesia en relación con la controversial práctica de la poligamia. En una conferencia especial misional en Salt Lake City en agosto de 1852, Pratt públicamente dio un sermón anunciando la doctrina del matrimonio plural. Poco después publicó un ensayo en defensa de la práctica en doce volúmenes del periódico de la iglesia The Seer («El Vidente»), los cuales llegaron a ser la más completa defensa de la doctrina SUD durante su época. Aunque Pratt fuese excomulgado de la iglesia el 20 de agosto de 1842 por rebelarse en contra de la revelación de Joseph Smith que explicaba el matrimonio plural, Pratt luego regresó a la iglesia y llegó a tener siete esposas con quienes tuvo cuarenta y cinco hijos.
Los puntos de vista de Pratt no siempre pasaban sin controversia. En 1865, la mayoría entre la Primera Presidencia y los doce apóstoles de la iglesia SUD oficialmente condenó algunos escritos doctrinales de Pratt, incluyendo algunos de los artículos escritos en The Seer. Brigham Young dijo de Pratt:

«Cuando [Orson Pratt] escribe y discursa sobre asuntos de los cuales está familiarizado y que entiende, es un soberano analizador; pero cuando el ha escrito sobre materias de los que no sabe nada—su propia filosofía, la cual llamo vana filosofía—se vuelve salvaje, incierto y contradictorio.»

Pratt luego fue llamado como historiador y escriba de la iglesia SUD desde 1874 hasta su muerte en 1881. Editó muchos de los periódicos de la zona, ayudó a dividir las versiones del Libro de Mormón y de Doctrina y convenios en un formato con versículos, referencias y otras notas del pie de página. Su último discurso fue el 18 de septiembre de 1881, falleciendo dos semanas después, el 3 de octubre.

### Publicaciones científicas
Pratt fue un diestro matemático, siendo su principal interés la astronomía. A menudo ofrecía cursos basados en ciencia y astronomía a audiencias SUD en Utah, y publicó dos libros relacionados al tema: Métodos Nuevos y Sencillos de Solución de Ecuaciones Cúbicas y Bicuadráticas (New and Easy Method of Solution of the Cubic and Biquadratic Equations, 1866) y La Llave del Universo (Key to the Universe, 1879).